# Plevenje
Plevenje (mazedonisch Плевење, alte Schreibweise bis 1945 Плѣвенъ) ist ein Dorf im zentralen Teil Nordmazedoniens, das zur Gemeinde Čaška gehört. Die nächstgelegene Stadt ist Veles.

## Geographie
Plevenje liegt etwa 50 Kilometer südwestlich von Veles. Das Dorf befindet sich im zentralen Teil der historischen Landschaft Azot, welche auch Babunija genannt wird, angelehnt an den Babuna-Fluss. Die Nachbardörfer von Plevenje sind Teovo, Omorani, Martolci und Stari Grad. Nordwestlich des Dorfes erhebt sich das Bergmassiv Jakupica mit der Spitze Solunska Glava.

## Geschichte

Plevenje in der Gemeinde Čaška

Die Region Azot wurde nach 1900 Schauplatz blutiger Kämpfe und Scharmützel zwischen den bulgarischen Komitadschi der Inneren Makedonisch-Adrianopeler Revolutionären Organisation (WMORO) und den serbischen Tschetniks, welche sich teilweise erfolgreich in der Region eingenistet haben.
Laut der Statistik des Ethnographen Wassil Kantschow lebten in Plevenje Ende des 19. Jahrhunderts 40 christliche Bulgaren.
Laut der letzten Volkszählung von 2002 lebten in Plevenje zwei Einwohner, beide Mazedonier.